# Anoplocurius incompletus
Anoplocurius incompletus är en skalbaggsart som beskrevs av Linsley 1942. Anoplocurius incompletus ingår i släktet Anoplocurius och familjen långhorningar. Inga underarter finns listade i Catalogue of Life.